# Libero Gerosa
Libero Gerosa (* 2. März 1949 in Stabio, Tessin) ist ein schweizerischer römisch-katholischer Theologe und Kirchenrechtler.

## Leben
Libero Gerosa studierte Katholische Theologie an der Universität Fribourg und Kirchenrecht an der Ludwig-Maximilians-Universität München. 1975 empfing er in Lugano die Priesterweihe. 1984 wurde er in Fribourg zum Dr. theol. promoviert. 1988 habilitierte er sich an der Katholischen Universität Eichstätt für Kirchenrecht. Von 1990 bis 2000 war er Ordinarius für Kirchenrecht an der Theologischen Fakultät Paderborn, von 1997 bis 1999 amtierte er als deren Rektor.
Von 2000 bis zu seiner Pensionierung im Jahr 2015 war er Professor für Kirchenrecht an der Theologischen Fakultät Lugano (FTL), von 2000 bis 2008 war er deren Rektor. 2002 gründete er das Internationale Institut für Kanonisches Recht und Vergleichendes Religionsrecht (DiReCom), dessen Direktor er ist. Seit seiner Pensionierung lehrt er Biblische Hermeneutik an der FTL.
Gerosa hat zahlreiche nationale und internationale Engagements wahrgenommen. Im Jahr 2001 wurde er von Papst Johannes Paul II. als Berater in den Päpstlichen Rat für die Laien berufen. Seit 2002 ist er Vize-Präsident der Theologischen Kommission der Schweizer Bischofskonferenz und seit 2003 Berater der Kongregation für den Klerus. Seit Januar 2009 ist Gerosa Präsident der Kommission „Kirche und Staat“ der Schweizer Bischofskonferenz sowie Präsident der Rekurskommission des Verwaltungsgerichts des Bistums Lugano.
Gerosa gehört zu den Autoren der kirchenamtlichen Übersetzung des CCEO in die deutsche Sprache.

## Ehrungen und Auszeichnungen
- 16. Januar 2008: Kaplan Seiner Heiligkeit durch Papst Benedikt XVI.

## Schriften (Auswahl)
- Charisma und Recht. Kirchengeschichtliche Überlegungen zum „Urcharisma“ der neuen Vereinigungsformen in der Kirche. Johannes, Trier 1989, ISBN 3-89411-004-X.
- Exkommunikation und freier Glaubensgehorsam. Theologische Erwägungen zur Grundlegung und Anwendbarkeit der kanonischen Sanktionen. Bonifatius, Paderborn 1995, ISBN 3-87088-851-2.
- Das Recht der Kirche. Bonifatius, Paderborn 1996, ISBN 3-87088-897-0.
- Gesetzesauslegung im Kirchenrecht. Anregungen und Zukunftsperspektiven für die katholische Kanonistik. Lit, Münster 1999, ISBN 3-8258-4253-3.
- Theologie betreiben – Glaube ins Gespräch bringen. Bonifatius, Paderborn 2001, ISBN 3-89710-181-5.
- Canon Law (Handbooks of Catholic Theology). Continuum, London 2002, ISBN 0-8264-1391-9.
- mit Ludger Müller: Katholische Kirche und Staat in der Schweiz. Lit, Münster 2010, ISBN 978-3-643-80056-5.
- als Hrsg. mit Christoph Ohly und Wilhelm Rees: Theologia Iuris Canonici (= Kanonistische Studien und Texte, Bd. 67). Festschrift für Ludger Müller zum 65. Geburtstag. Duncker & Humblot, Berlin 2017, ISBN 978-3-428-15339-8.

Gerosa ist im Handbuch des katholischen Kirchenrechts in der 1999 erschienenen zweiten Auflage mit zwei kurzen Beiträgen (über die oberste Leitungsvollmacht in der Kirche und über kirchliche Bewegungen) vertreten. Zusammen mit Eugenio Corecco ist er Verfasser des italienischen Standardeinführungswerks Il diritto della Chiesa (Mailand 1995) sowie Autor der 2012 in der Libreria Editrice Vaticana erschienenen zweibändigen Introduzione al diritto canonico.